# Naia Leonet Irureta
Naia Leonet Irureta (Errenteria, Guipúscoa, 8 d'abril de 1995) és una ciclista basca professional des del 2016 quan va fitxar per l'equip a l'equip Bizkaia-Durango.

## Palmarès en pista
- 2015
  -  Campiona d'Espanya en Persecució per equips (amb Irene Usabiaga, Ziortza Isasi i Ana Usabiaga)